# Guy III de Spolète
Guy III de Spolète (?-894), également appelé Guy de Lombardie, fut successivement, duc de Camerino en 876, duc de Spolète en 882, roi d'Italie (889-894) et empereur d'Occident (891-894).

## Biographie

### Origine
Guy est issu de la famille des Widonides, d'origine franque, mais également d'ascendance carolingienne (sa grand-mère ? était fille de Lothaire Ier) ; il était le second fils de Guy Ier de Spolète (qui avait combattu les Sarrasins lorsque ceux-ci attaquèrent Rome en 846) et possiblement de Itta (orthographié aussi « Ita » ou « Itana »), fille de Sicon, duc de Bénévent, bien que cette dernière ne soit pas citée par Régine Le Jan, ni par René Poupardin ou le site Foundation for Medieval Genealogy.

### Duc de Spolète
Guy devient duc de Spolète sous le nom de Guy III en 882, succédant à son neveu Guy II, le fils de son frère aîné Lambert Ier.
En 882, l'empereur Charles III le Gros le dépossède de ses fiefs pour félonie, mais il les récupère l'année suivante et devient aussi marquis de Camerino. En 885, il bat les Sarrasins installés au Garigliano.

### Roi de Francie Occidentale
Succession
Prétendant au trône de France
janvier 888 – novembre 888
(10 mois)
Après la mort de l'empereur Charles III le Gros en janvier 888, il se fait élire roi de Francie occidentale en février à Langres face à Eudes, Comte de Paris,. Il est alors soutenu par les comtes de Vermandois et de Flandre, et par les évêques de Reims, de Langres et de Senlis. Cependant, la victoire d'Eudes sur les Normands le 24 juin 888 à Montfaucon-en-Argonne, qui  entraîne sa reconnaissance par le roi carolingien de Francie Orientale,  Arnulf, et un second sacre à Reims en novembre 888, consacrent la légitimité du Robertien et font échouer les espérances de Guy sur le trône de France, il se tourne dès lors vers l'Italie.

### Roi d'Italie
Il passe les Alpes en octobre, rassemble ses partisans (les Alerame, les Ardouin et leurs vassaux) et entre en compétition avec Bérenger de Frioul pour le titre de roi d'Italie ; il l'emporte au cours d'une bataille au début de l'année 889 près de la Trebbia, un affluent du Pô et il est couronné roi à Pavie dans la basilique de San Michele Maggiore le 16 février 889. C'est alors qu'il cède le duché de Spolète et Camerino  à son parent et homonyme Guy IV.

### Empereur
Le 21 février 891, le pape Étienne V, le consacre Empereur d'Occident et en mai suivant, il associe au trône d'Italie son fils Lambert. Le 30 avril 892, Guy oblige le nouveau pape Formose à consacrer empereur Lambert pour l'associer à son gouvernement. Ensuite Formose s'oppose à eux et fait appel au carolingien Arnulf de Carinthie.
En 894, Arnulf entre à Pavie et fait reconnaître comme roi d'Italie Bérenger Ier comme son vassal, puis s'en retourne en Allemagne. Guy meurt le 12 décembre 894 et est inhumé dans la cathédrale de Parme. Il laisse à son fils Lambert un trône contesté malgré un accord conclu en 896 avec Bérenger Ier  sur le  partage du royaume d'Italie.

### Union et descendance
Guy III de Spolète épouse vers 875 Ageltrude de Bénévent, fille de Adelchis de Bénévent et d'Adeltrude. Ils eurent  comme enfant :
- Lambert de Spolète, roi d'Italie (892-898), empereur d'Occident (894-898) mort en 898.

Possiblement:
- Guy IV de Spolète (selon certaines hypothèses ce qui est douteux, il est parfois présenté comme un neveu ou un cousin de Guy III[11]).